# Jardin du Roi (Versailles)
Pour les articles homonymes, voir Jardin du Roi.
Le jardin du Roi est un bosquet des jardins de Versailles.

## Localisation
Le jardin du Roi se trouve à l'intérieur d'un bosquet délimité par l'allée du Mail au Sud et l'allée d'Apollon à l'Ouest. Le bassin de Saturne est situé à son angle Nord-Est.
Les bosquets à proximité sont ceux du bassin du Miroir à l'Est et de la Colonnade et de la salle des Marronniers au Nord.